# Žak-Anri Bernarden de Sen-Pjer
Žak-Anri Bernarden de Sen-Pjer (fr. Jacques-Henri Bernardin de Saint-Pierre; 19. februar 1737. Avr – 21. januar 1814. Eranji) je bio francuski pisac i botaničar.

## Biografija

### Obrazovanje
Od detinjstva sanjalačkog i avanturističkog duha, stalno zainteresovan za čari prirode, Bernarden de Sen-Pjer je nespokojan, razdražljiv, znatiželjan i zamaraju ga poteškoće i obaveze. Nakon što je u Kanu, od jednog sveštenika naučio osnove klasičnih jezika i u jednom dahu pročitao Robinzona Krusoa, poželeo je da plovi morem. Jedan od njegovih ujaka, brodski kapetan, koji putuje na Martinik, odlučuje da ga povede sa sobom, ali umor od puta i rada na koji je prisiljen uskoro je srušio sve njegove iluzije. Po povratku u Avr, razočaran u pomorski život, započinje školovanje kod jezuita u Kanu. Kako tamo postaje opijen idejom o misionarskom životu, otac ga šalje na koledž u Ruanu da bi obuzdao ovaj zanos. Studira zatim niskogradnju i dospeva u korpus mladih inženjera koje je ministar rata osnovao u Versaju.

### Putovanja
Poslat je u vojsku, u Diseldorf, ali je razrešen zbog svoje preosetljivosti i nepokornosti. Vraća se u Avr, gde se njegov otac po drugi put oženio. Ne mogavši da se složi sa maćehom, odlazi u Pariz 1760. skoro bez ikakvih sredstava za život. Naredne godine traži da ga kao inženjera pošalju na Maltu, koja je pod pretnjom Turaka, ali, pošto je rat izbegnut, vraća se u Pariz sa namerom da predaje matematiku.
Međutim, pošto nije imao učenika, u pokušaju da ne upadne u bedu, nudi ministru mornarice da napravi plan obala Engleske, ali ovaj predlog ostaje bez odgovora. Odlučuje da okuša sreću u inostranstvu i, pozajmivši malo novca, odlazi u Holandiju, a odatle u Sankt Peterburg ohrabren pričama o blagonaklonosti carice Katarine prema Francuzima. Iako na poziciji potporučnika u inženjerskom korpusu, ne uspeva da privoli vladu da odobri projekat za otkrivanje puta do Indije, kroz Rusiju. Prešao je u Poljsku sa namerom da se založi u slučaju Radzivil protiv Ponjatovskog i u Varšavi upoznao lepu princezu Mariju Mjesnik. Počinje da gaji prema njoj strast zbog čijeg je žara kroz samo nekoliko meseci udaljen iz Varšave. Odlazi u Drezden nameravajući da stupi u državnu službu Saksonije, a nakon toga u Berlin, gde se ne zadržava dugo, već se vraća u Francusku u novembru 1766.
Bez sredstava, pretrpan dugovima i odbačenim molbama, Bernarden je primoran da odustane od svojih avantura i posveti se pisanju. Povlači se u Vil-d'Avre, gde iznajmljuje sobu kod lokalnog sveštenika, sređuje svoje beleške i sećanja sa putovanja i piše “Memoare” (Mémoires) o Holandiji, Rusiji, Poljskoj, Saksoniji i Pruskoj. Svoj sistematični duh okreće ka nasumičnim spekulacijama. “Sakupio sam”, beleži on, “ svoja zapažanja o kretanju zemlje i organizovao ih u sistem tako smeo, tako nov i tako varljiv da se ne usuđujem da ga ikome pokažem... Prihvatam se svega i puštam da paučinaste niti lebde svuda naokolo dok ne uspem od njih istkati svoje platno.” Kako je svoje književne planove i dalje odlagao, traži i dobija mesto kapetana-inženjera na Mauricijusu i odlazi 1768. Tamo ostaje tri godine.

### Književni počeci
Vrativši se u Pariz juna 1771. počinje da posećuje "Društvo književnika". D'Alamber ga uvodi u salon gospođice Žili de Lespinas, ali on tamo ne uspeva da se snađe, ne osećajući da pripada svetu enciklopedista. Bliži kontakt, zahvaljujući zajedničkim interesovanjima, uspostavlja sa Žan Žak Rusoom, sa kojim ide u šetnje na selu i dugo razgovara o prirodi i ljudskoj duši. Bernarden pokušava da ublaži tamnu setu filozofa, da bi njome bio i sam pogođen. U predgovoru “Arkadije” (Arcadie), opisuje sebe kao čoveka koji traži samoću: ”Kada bih opazio neke šetače u svojoj blizini, postao bih veoma uznemiren i udaljavao bih se... Uzalud bih pozivao razum u pomoć, moj razum ne bi mogao ništa protiv bolesti koja bi mu oduzela svu snagu.”
Godine 1773. objavljuje svoje “Putovanje jednog kraljevog službenika na Mauricijus, Ostrvo Burbona, Rt dobre nade” (Voyage à l’Île de France, à l’Île Bourbon, au cap de Bonne-Espérance, par un officier du roi, u Amsterdamu i Parizu, 1773), u obliku pisama prijatelju, u kome se već naziru glavne crte njegovog talenta, a priprema “Studije prirode” (Études de la nature). Provodi čitavu zimu 1783/1784 u prepisivanju tog dela, dodavanju i izbacivanju. ”Čak ni medved ne liže svoje mladunče s više pažnje. Bojim se da ću svom na kraju otkinuti njušku lizanjem; ne želim više ništa da menjam.” Po objavljivanju “Studija” (Études 1784) pisac koji je do juče bio nepoznat, odbačen i siromašan, postaje veliki čovek i miljenik svih. Svemu što poteče iz njegovog pera je zagarantovan uspeh. Njegovo delo “Pol i Viržinija” (Paul et Virginie 1787) najpre ne doživljava očekivani uspeh i da nije bilo intervencije slikara Vernea, pisac bi ga zasigurno uništio.

### Revolucija
U pedeset petoj godini života, 1792. godine, stupa u brak sa Felisite Dido, koja ima tek dvadeset dve. Iste godine, imenovan je za upravnika Botaničke bašte u Parizu, nakon Bifona; ali ovo je mesto ukinuto 1793. godine. Pozvan je pred kraj 1794, da govori o moralu u "Normalnoj školi", koju je osnovao Nacionalni Konvent 1794. godine ili treće godine, po revolucionarnom kalendaru. Pojavio se tek dva-tri puta za katedrom, ali uprkos aplauzima zaključio da nije talentovani govornik. 1795. imenovan je za člana Francuskog Instituta, u sferi jezika i književnosti, gde često vodi žive i oštre rasprave sa svojim kolegama Nežonom, Volneom, Moreleom, Kabanisom, koje naziva ateistima. Podržava, počev od 1797, revolucionarni kult teofilantropije, čiji je cilj jačanje Republike uvođenjem nove religije koja bi zamenila katolicizam. Budući laureat Akademije u Bezansonu izabran je za člana Francuske akademije 1803. godine.
Pošto je izgubio svoju prvu suprugu, stupa u brak 1800. sa Dezire de Pelpor, mladom i lepom ženom uz koju će mirno provesti poslednje godine pre svoje smrti, na imanju Eranji. Iz prvog braka imao je dvoje dece: Pola, koje je umro mlad, i Viržiniju, koja se udala za generala de Gazana. Njegova se druga žena preudala za Eme Martena.

## Pisac
Kod Sen-Pjera možemo uočiti veliku razliku između pisca i čoveka; kao čovek naprasit, mrzovoljan i cepidlaka, a kao pisac tako blag, miran i nežan. Od mladosti, pa sve do kraja života, kao pisac zamišlja jednu vrstu idealne države, u kojoj bi ljudi bili ujedinjeni uzajamnim ljubaznošću, dok kao čoveka i najmanji udarci u životu nadražuju njegovu napetu osetljivost. Kao čovek nije nimalo sposoban da ostvari onakav red i harmoniju u svetu, tu vrstu Rajskog vrta ili zlatnog doba, kakvu kao pisac uporno nameće prirodi. Na kraju, obeshrabren, Bernarden odustaje od dalekosežnih planova i umesto delovanja, odlučuje da stvari opiše. “Utopista na kraju puta”, kako kaže Sent-Bev, “grabi pero i postaje slikar. Taj sklad koji nije mogao da ostvari na zemlji, u politici i društvu, potražio je u posmatranju prirode, a ono što je uvideo prenosi uz divne i utešne reči: “Moje su ideje samo senke prirode, ali to sam i ja sam.” Ali tim je senkama njegova četkica dodala i svetlosti i ljupkosti; i to mu je donelo slavu.”
U “Arkadiji” (Anžer, 1781), svojevrsnoj poemi u prozi, Bernarden opisuje idealnu državu o kojoj je sanjao. U “Studijama prirode” (Pariz, 1784) imao je, kako sam kaže, najpre nameru da napiše jednu uopštenu priču o prirodi ali, odustavši od preopširnog plana, ograničio se na opis nekih njenih delova. U prvom delu, koji je usmeren protiv ateista, koje predstavlja kao poklonike nereda i slučaja i suprotstavlja im red i sklad prirode, u kojoj pronalazi zadivljujuće motive. Ka desetoj studiji, započinje direktnije predstavljanje svojih pogleda i harmonija onkvih kakvim ih zamišlja: kao igru kontrasta, zvučnosti i odsjaja u svim stvarima. Poslednji deo se povrh svega odnosi na društvo, na njegove boljke i načine kojima se one mogu izlečiti. Piščeva zasluga i originalnost je u tome što je, umesto naukom, njegovo delo ispunjeno osećajnošću, elokvencijom i ljupkošću prizora.
Bernardenov talenat u slikanju Prirode je najvidljiviji u njegovom delu “Pol i Vižinija” (Pariz, 1787). Bernardenovo remek-delo, “kojem bi bilo teško pronaći pandan u nekog drugoj književnosti”, predstavlja, u senci jednog novog i velikog pejzaža, dve ljupke mlade osobe, i slika ljudsku strast u svom njenom cvatu i žaru. “Gotovo sve je”, kaže Sent-Bev, “jednostavno i savršeno, pristojno i dirljivo, umereno i zanosno. Slike se stapaju sa pričom i diskretno krunišu svaki njen deo, bez nametljivosti i pretencioznosti... Ono što će zauvek izdvajati ovu divnu pastoralu je to što je istinita, što proizilazi iz stvarne ljudskosti i osećajnosti. Nakon draži i radosti detinjstva ne dolazi idealna i bajkovita mladost. Govori se o strasti, i tu ljupku malu knjigu, koju Fontan pomalo banalno stavlja između “Telemaha” i “Abelove smrti”, ja bih svrstao između “Dafnid i Hloja” i one besmrtne četvrte knjige u slavu Didone. Ona odiše genijem koji sliči Vergiliju.” Rukopis “Pola i Viržinije” čitan je u salonu Suzane Neker, pred Bifonom, Tomasom, itd... i nije bio dobro prihvaćen, ali, odmah po izlasku iz štampe delo je počelo biti cenjeno u svojoj pravoj veličini. Bernarden je, sa manje strasti i više duha, jednako savršen u “Indijskoj kolibi” (La chaumiere indienne, Pariz 1790) koja je uz svoju draž i svežinu, još i paradoks i napad na nauku. Prizori iz “Harmonije prirode” (Harmonie de la nature, Pariz 1796) nose tragove preterivanja u stilu autora, o kojima Žuber beleži: “U stilu Bernardena de Sen-Pjera nailazimo na prizmu koja umara pogled. Kada ga dugo čitamo prija nam da vidimo da su trava i drveće manje obojeni u prirodi nego u njegovim opisima. Njegove Harmonije čine da volimo nesklad koji je on proterivao iz sveta, a koji se u njemu sreće na svakom koraku.”
Ostala dela Bernardena de Sen-Pjera su: “Želje jednog usamljenika” (Voeux d'un solitaire, Pariz 1789), koje teži da pomiri nove principe sa starim idejama; “Beleške o neophodnosti pridruživanja menažerije Botaničkoj bašti” (Mémoire sur la nécessité de joindre une ménagerie au Jardin national des plantes, 1792), “O prirodi morala” (De la Nature de la morale, 1798), ”Putovanje u Šleziju” (Voyage en Silésie, 1807), jedna drama: “Sokratova smrt”, kojoj je prethodio “Esej o štampi” (Essai sur les journaux, 1808), “Suratski kafe” (le Café de Surate), satirična priča: “Esej o Žan Žak Rusou i priče sa putovanja” (Essai sur J.-J. Rousseau et récits de voyage).
Njegova “Sabrana dela” (Œuvres complètes), najpre je objavio Eme Marten 1813. u Parizu. To je izdanje više puta preštampavano u različitim formatima. Isti izdavač objavio je “Prepisku Bernardena de Sen-Pjera” (Correspondance de Bernardin de Saint-Pierre), njegova “Posthumna dela” (Œuvres posthumes) i njegove “Romane, priče, kratka dela” (Romans, contes, opuscules).

## Dela
- Putovanje na Mauricijus, Ostrvo Burbona i Rt dobre nade (Voyage à l’île de France, à l’île Bourbon et au cap de Bonne-Espérance, 1773)
- Arkadija (L’Arcadie, 1781)
- Studije prirode (Études de la nature, 1784)
- Pol i Viržinija (Paul et Virginie, 1788)
- Indijska koliba (La Chaumière indienne, 1790)
- Suratski kafe (Le Café de Surate, 1790)
- Želje jednog usamljenika (Les Vœux d’un solitaire, 1790)
- O prirodi i moralu (De la nature et la morale, 1798)
- Putovanje u Šleziju (Voyage en Silésie, 1807)
- Sokratova smrt (La Mort de Socrate, 1808)
- Harmonije prirode (Harmonies de la nature, 1815)

## Literatura
- Jean-Charles Pajou (2006). Esclaves des îles françaises : la Lettre sur les Noirs de Bernardin de Saint-Pierre suivie de La question coloniale au XVIIIe siècle. Paris: Les éditeurs libres. ISBN 978-2-916399-01-0.
- Spaas, Lieve (1996). Lettres de Catherine de Saint-Pierre à son frère Bernardin. Paris: L’Harmattan. ISBN 978-2-7384-4072-3.